# PRC-950K
PRC-950K는 한국군이 사용중인 AM 무전기이다.

## 정보
무선 타자병은 타자기를 PRC-950K에 연결해 원거리 교신을 한다. FM 무전기 PRC-999K는 단거리 무전기이고, AM 무전기 PRC-950K는 장거리 무전기이다. 송신출력 5W 또는 20W로 교신할 수 있다. PRC-950K 무전기는 대 전자전 기능이 추가되었다.

## 제원
- 주파수 범위: 2~29.999 MHZ, HF 대역
- 송수신 형태: 음성, 전신, 데이터
- 주파수 예치: 6개(고정:6, 자동:36개)
- 채널간격/채널수: 100HZ/280,000개
- 특징: 최적 주파수 자동 측정 기능(LQA), 자동 통화로 연결 기능(ALE), 대 전자전 기능, 디지털 데이터 통신기능, 자체 점검기능(BITE)
- 종류: 보병 휴대용(P-950K), 차량용(V-950K)
- 전원: AC 전원, DC 전원, 태양전지, 수동발전기
- 송신출력: 5 W 또는 20 W
- 주파수 모드: AM, SSB

## 문제점
PRC-950K를 운용하는 한국군은 특전사의 침투 작전 시 통신 성공률이 매우 저조해 작전에 문제가 되는 것으로 알려졌다.
2021년 LIG넥스원의 차세대 군용 무전기인 TMMR을 양산을 시작하면서 한국군은 기존의 PRC-950K와 PRC-999K을 대체할 예정이다.

## 같이 보기
- PRC-77
- SINCGARS